# Società per la Pubblicità in Italia
La Società per la pubblicità in Italia è stata un'importante concessionaria di pubblicità italiana.

## Storia

### Haasenstein & Vogler italiana
Nel 1886 la concessionaria svizzera Haasenstein & Vogler (la futura Publicitas) aprì una filiale a Torino. Due anni dopo la filiale si trasferì a Milano. Nel 1889 aprì anche una filiale a Roma.
La "regia" si conquistò in breve un posto importante fra le concessionarie italiane acquisendo la gestione pubblicitaria di quotidiani come la Gazzetta Piemontese (la futura La Stampa, gestita dal 1886), Il Mattino (dal 1891), La Nazione (dal 1892) e Il Messaggero, aiutandone l'affermazione sulla concorrenza.
Nel 1895 il direttore della concessionaria, il ticinese Ercole Lanfranchi, riuscì ad assicurarsi la gestione pubblicitaria del Corriere della Sera, togliendola alla A. Manzoni & C.. Sarà Lanfranchi a introdurre nel Corriere per la prima volta in Italia la "quarta pagina" fatta di annunci pubblicitari e inserzioni a pagamento.
Nel 1903 le filiali italiane furono riunite in una società di diritto italiano con sede a Milano, chiamata anch'essa Haasenstein & Vogler.
Le concessionarie di quest'epoca svolgevano l'intera attività di intermediazione fra l'editore e il cliente. Fondamentalmente vendevano gli spazi pubblicitari, tuttavia, se il cliente non aveva già l'annuncio preparato, la concessionaria aveva interesse a fornirglielo lei, pur di non perdere la commessa. Ciò era ancora più vero per i clienti che venivano convinti dall'agenzia ad investire in pubblicità e che chiaramente non avevano nulla di pronto. Perciò le "regie" assumevano giornalisti e scrittori per elaborare i testi degli annunci: così nacquero i primi "uffici creativi". Così fece anche la Haasenstein & Vogler italiana.

### Unione Pubblicità in Italia
Nel 1916, nel corso della prima guerra mondiale, essendo la Svizzera neutrale e l'Italia in guerra con la Germania, avere un nome tedesco era decisamente controproducente. Così la Haasenstein & Vogler svizzera cambiò nome in Publicitas, la filiale italiana fu invece ribattezzata Unione Pubblicità in Italia (abbreviata UPI).
Benché avesse perso la gestione pubblicitaria del Corriere della Sera nel 1916 e quella del Messaggero nel 1922, l'UPI fra le due guerre divenne la più importante concessionaria italiana. Alla base di questo successo c'era il solido rapporto stretto con il Fascismo, a partire dal fatto che l'UPI divenne la concessionaria del quotidiano del regime, Il Popolo d'Italia. Il successo commerciale della pubblicità per l'organo del PNF fu tale che per celebrare il decennale della Marcia su Roma il giornale uscì con un supplemento gratuito di ottanta pagine in rotocalcografia.
L'UPI ebbe un ruolo importante anche nella propaganda italiana all'estero. Infatti, assorbì le tre società specializzate in questo campo, così divenne l'organizzatrice della pubblicità all'estero dei prodotti italiani, del turismo, delle mostre, delle fiere e degli eventi. La concessionaria si occupò anche della campagna del Regime contro le sanzioni decretate nei confronti dell'Italia dalla Società delle Nazioni, e avrebbe dovuto occuparsi anche della propaganda per l'Esposizione universale di Roma, programmata per il 1942.
Nel 1937 l'UPI rilevò la INCOM (Industria Corti Metraggi), l'unico soggetto autorizzato a produrre documentari in Italia, oltre all'Istituto Luce.
Negli anni trenta l'ufficio tecnico dell'UPI era il creatore del maggior numero di campagne pubblicitarie in Italia.
Durante la Repubblica sociale italiana la figura chiave dell'UPI, il ticinese Ercole Lanfranchi, si rifugiò nella natia Svizzera.

### Società per la Pubblicità in Italia
All'inizio del 1945, quando l'Italia era ancora divisa in due, Carlo Momigliano fondò a Roma la Società per la Pubblicità in Italia per gestire la pubblicità dei quotidiani del Centrosud che fino all'8 settembre 1943 erano stati gestiti dall'UPI.
Alla fine della Guerra, Lanfranchi e Momigliano si accordarono per riunificare le due imprese con il nome di Società per la Pubblicità in Italia (SPI).
Questa concessionaria fu per decenni un importante strumento del centro-destra italiano, in quanto organizzava il finanziamento dei giornali di quell'area politica.
Oltre ai quotidiani di cui gestiva direttamente gli spazi pubblicitari, la SPI aveva acquisito o costituito un certo numero di società controllate. Innanzitutto, nel 1948, aveva rilevato la SICAP che gestiva la pubblicità dei giornali dell'Eridania, ovvero La Nazione e Il Resto del Carlino. Questa fu però ceduta a Oscar Maestro nel 1954 e divenne la SPE.
Nel 1963 la SPI costituì in quote paritetiche con la Sipra la Pubblicità Quotidiani del Sud (PQS) per la gestione de Il Mattino di Napoli e della Gazzetta del Mezzogiorno di Bari; mentre un'altra controllata della SPI, la Società internazionale di pubblicità (SIP), gestiva la pubblicità su Il Messaggero e per un periodo anche su Il Secolo XIX.
Alla morte di Carlo Momigliano la famiglia Lanfranchi rilevò la quota degli eredi.
Intanto, nel 1953 fu chiuso l'ufficio tecnico, cioè creativo, della SPI, in seguito ad un accordo con l'OTIPI che separava definitivamente le concessionarie dalle agenzie pubblicitarie.
Nel 1974 all'agenzia romana venne affidata anche la raccolta pubblicitaria del neonato Giornale nuovo.
La SPI venne chiusa negli anni novanta.